# Gnathocera pilosa
Gnathocera pilosa är en skalbaggsart som beskrevs av Ernst Gustav Kraatz 1897. Gnathocera pilosa ingår i släktet Gnathocera och familjen Cetoniidae. Inga underarter finns listade i Catalogue of Life.